# Kluky (ort i Tjeckien, Mellersta Böhmen)
Kluky är en ort i Tjeckien.   Den ligger i regionen Mellersta Böhmen, i den centrala delen av landet, 70 km öster om huvudstaden Prag. Kluky ligger 267 meter över havet och antalet invånare är 451.
Terrängen runt Kluky är lite kuperad. Runt Kluky är det ganska glesbefolkat, med 31 invånare per kvadratkilometer. Närmaste större samhälle är Čáslav, 4,7 km öster om Kluky. Trakten runt Kluky består till största delen av jordbruksmark.